# Championnats du monde de gymnastique artistique 1911
Navigation
Édition précédente Édition suivante
Les 5e championnats du monde de gymnastique artistique ont eu lieu à Turin en Italie les 12 mai et 13 mai 1911.

## Résultats hommes

### Concours par équipes
| Pos.               | Pays                                                                                             | Points  |
| ------------------ | ------------------------------------------------------------------------------------------------ | ------- |
| Médaille d'or      | BOH Josef Čada, František Erben, Karel Pitl, Karel Stary, Ferdinand Steiner, Svatopluk Svoboda   | 974,690 |
| Médaille d'argent  | France Antoine Costa, Dominique Follacci, J. Labeeu, Jules Lecoutre, M. Maucurier, Marcos Torres | 934,410 |
| Médaille de bronze | ITA Pietro Bianchi, Francesco Loy, Osvaldo Palazzi, Guido Romano, Paolo Salvi, Giorgio Zampori   | 899,860 |

### Classement général individuel
| Pos.               | Pays             | Gymnaste          | Points  |
| ------------------ | ---------------- | ----------------- | ------- |
| Médaille d'or      | Tchécoslovaquie¹ | Ferdinand Steiner | 168,250 |
| Médaille d'argent  | Tchécoslovaquie¹ | Josef Čada        | 167,620 |
| Médaille de bronze | Tchécoslovaquie¹ | Karen Stary       | 167,000 |
| Médaille de bronze | Tchécoslovaquie¹ | Svatopluk Svoboda | 167,000 |

### Cheval d'arçons
| Pos.              | Pays | Gymnaste        | Points |
| ----------------- | ---- | --------------- | ------ |
| Médaille d'or     | ITA  | Osvaldo Palazzi | 24,000 |
| Médaille d'argent | ITA  | Giorgio Zampori | 23,000 |
| Médaille d'argent | ITA  | Paolo Salvi     | 23,000 |

### Anneaux
| Pos.              | Pays             | Gymnaste           | Points |
| ----------------- | ---------------- | ------------------ | ------ |
| Médaille d'or     | Tchécoslovaquie¹ | Ferdinand Steiner  | 24,000 |
| Médaille d'argent | France           | Antoine Costa      | 23,750 |
| Médaille d'argent | France           | Dominique Follacci | 23,750 |
| Médaille d'argent | ITA              | Pietro Bianchi     | 23,750 |

### Barres parallèles
| Pos.               | Pays             | Gymnaste           | Points |
| ------------------ | ---------------- | ------------------ | ------ |
| Médaille d'or      | ITA              | Giorgio Zampori    | 24,000 |
| Médaille d'argent  | France           | Dominique Follacci | 23,750 |
| Médaille de bronze | Belgique         | Jules Labéeu       | 23,500 |
| Médaille de bronze | France           | Antoine Costa      | 23,500 |
| Médaille de bronze | France           | Jules Lecoutre     | 23,500 |
| Médaille de bronze | Slovénie         | Stane Vidmar       | 23,500 |
| Médaille de bronze | ITA              | Paolo Salvi        | 23,500 |
| Médaille de bronze | Tchécoslovaquie¹ | Ferdinand Steiner  | 23,500 |

### Barre fixe
| Pos.               | Pays             | Gymnaste          | Points |
| ------------------ | ---------------- | ----------------- | ------ |
| Médaille d'or      | Tchécoslovaquie¹ | Josef Čada        | 24,000 |
| Médaille d'argent  | France           | Marcos Torres     | 23,750 |
| Médaille de bronze | ITA              | Guido Romano      | 23,250 |
| Médaille de bronze | Tchécoslovaquie¹ | Svatopluk Svoboda | 23,250 |

## Tableau des médailles
| Rang | Nation           | Or | Argent | Bronze | Total |
| ---- | ---------------- | -- | ------ | ------ | ----- |
| 1    | Tchécoslovaquie¹ | 4  | 1      | 4      | 9     |
| 2    | ITA              | 2  | 3      | 3      | 8     |
| 3    | France           | 0  | 5      | 2      | 7     |
| 4    | Belgique         | 0  | 0      | 1      | 1     |
| 4    | Slovénie         | 0  | 0      | 1      | 1     |

1: Même s'il n'existait pas de République de Tchécoslovaquie, les médaillés appartenaient à l'État de Bohême de l'Empire austro-hongrois, raison pour laquelle la fédération internationale de gymnastique a reconnu postérieurement comme propres aux Tchécoslovaques. 